# Tommaso Arcidiacono
Tommaso Arcidiacono (in latino Thomas Archidiaconus; Spalato, 1200 o 1201 – Spalato, 8 maggio 1268) è stato un sacerdote, storico e cronachista dalmata.

## Biografia
Nato agli inizi del XIII secolo da famiglia probabilmente illustre - forse i "degli Alberti" - Tommaso si recò a studiare a Bologna, ove nel 1222 assistette ad una predicazione di Francesco d'Assisi. L'evento lascerà una traccia indelebile nel suo animo: più tardi su tale episodio scriverà una pagina considerata tuttora molto importante per la conoscenza del santo.
Rientrato in patria nel 1227, divenne notaio del Comune di Spalato e poco dopo canonico della locale cattedrale.
Il suo ingresso nel Capitolo segnò l'inizio del suo impegno politico, fonte prima dei suoi riconoscimenti ma anche di notevoli difficoltà.
All'epoca nelle principali località della Dalmazia sopravvivevano ancora delle comunità latine, che convivevano con gli slavi discendenti dai popoli stabilitisi nella regione fin dal VII secolo. I rapporti fra le due etnie erano spesso conflittuali, e Tommaso si ritenne paladino della latinità, riservando forti espressioni al limite del disprezzo nei confronti di quei popoli che egli riteneva di livello inferiore.
Da molti secoli la costa dalmata era al centro di una contesa che vedeva impegnate per il suo predominio - oltre a vari potentati locali - l'Impero Bizantino, la Repubblica di Venezia e il regno d'Ungheria, che dal 1102 aveva inglobato al suo interno anche l'antico regno di Croazia. All'epoca di Tommaso la città di Spalato era soggetta alla corona di Santo Stefano, e le investiture vescovili nell'area erano influenzate dai re ungheresi. L'arcivescovo in quegli anni era l'ungherese Guncello (Guncellus), di animo fortemente ghibellino e perciò inviso a Tommaso, educato in un ambiente dove la chiesa cattolica mirava alla formazione di un forte numero di sacerdoti colti, nonché sicuri interpreti del pensiero e della volontà pontificia.
Durante un'assenza dell'arcivescovo, il capitolo elesse alla dignità di arcidiacono Tommaso (da ciò il nome Thomas Archidiaconus con cui è universalmente noto), e Guncello non poté fare a meno di accettare tale nomina.
Tommaso vedeva in Guncello l'intrusione delle monarchie - per di più barbariche - nei diritti della chiesa, mentre quest'ultimo considerava il novello arcidiacono come l'esponente dell'invadenza papale negli affari politici spettanti all'autorità delle corone secolari.
Lo scontro divise il clero spalatino in due fazioni: le accuse contro Tommaso portarono alla sua destituzione, ma egli ricorse direttamente al papa Gregorio IX, che lo reintegrò nella carica, ammonendo nel contempo l'arcivescovo Guncello.
Questi eventi lasciarono il segno nella città di Spalato, che nello stesso periodo soffriva per un governo non gradito. Tommaso cercò di trovare anche una soluzione politica per riportare la tranquillità nel comune: si adoperò quindi per fare in modo che il reggitore del comune (Comes - Conte) non fosse più nominato dai cortigiani fedeli al re d'Ungheria, ma provenisse dall'Italia, al fine di permettere a Spalato di vivere nuovamente "seguendo il regime latino". La scelta cadde quindi sul notaio di Ancona Gargano degli Arscindi (1239), che segnò quindi il passaggio dal regime comitale a quello podestarile (Potestas - Podestà). Egli diede un decisivo impulso allo sviluppo della città, riconducendo all'ordine le fazioni rivali, domando i pirati, dando inizio alla legislazione scritta e a quel complesso di norme che poi diverranno gli Statuti di Spalato.
Resasi vacante la sede vescovile per la morte di Guncello, nel 1243 il capitolo della cattedrale scelse come suo successore proprio Tommaso, ma contro di lui - considerato troppo zelante nella condanna dei vizi da una parte del clero e da alcuni maggiorenti della città - vi fu una vera e propria levata di scudi, che lo costrinse alle dimissioni.
L'influenza dell'arcidiacono nelle cose ecclesiali di Spalato però rimase notevole, tanto che riuscì in qualche modo ad impedire la scelta di un nuovo arcivescovo a lui sgradito: eliminati due successivi pretendenti, alla fine il papa Innocenzo IV inviò a prendere possesso della cattedra spalatina Roggerio (Rogerius) di Benevento, cosa che scatenò le ire di Béla IV, re d'Ungheria.
L'influenza di Tommaso nei confronti dell'arcivescovo Roggerio fu notevole, e grazie anche alla protezione papale l'arcidiacono di Spalato ricevette una serie di incarichi e ambascerie. Forte rimase il suo impegno a tutelare l'autogoverno del comune contro ungheresi e croati e i loro partiti, fra i quali si annoveravano alcune famiglie prominenti della città.
Tommaso morì l'8 maggio del 1268, venendo sepolto nella chiesa dei frati conventuali, ove tuttora si può vedere la sua epigrafe sepolcrale.

## L'Historia Salonitana

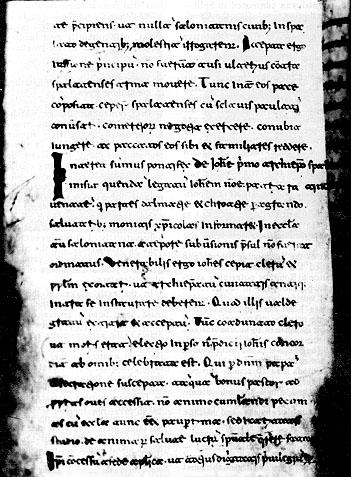
Una pagina del manoscritto originale del XIII secolo

Tommaso Arcidiacono fu uno dei più importanti storici e cronachisti medievali dell'intera Dalmazia. L'opera che lo tramandò ai posteri fu quell'Historia seu cronica Salonitanorum atque Spalatinorum pontificum (in breve Historia Salonitanorum o Historia Salonitana) cui attese lungo tutta la vita: una storia della Dalmazia che si trasforma in cronaca dei suoi tempi suddivisa in quarantanove capitoli, ricchissima di ogni tipo di notizie e di conseguenza nodo imprescindibile per la conoscenza della storia della regione, ed in particolare per la storia della città di Spalato.
Tradizionalmente, quest'opera viene suddivisa fra Minor (minore) e Major (maggiore): la seconda non essendo altro che il testo di Tommaso chiosato da amanuensi e cronachisti successivi, ampliato di conseguenza con una serie di capitoli considerati tuttavia spesso di dubbia storicità.
La prima parte dell'Historia Salonitana è dedicata ad una descrizione della Dalmazia, alla storia della capitale romana di Salona, alla sua caduta per mano dei barbari, alla migrazione delle genti latine verso le località costiere per l'edificazione di nuove città - come Ragusa e Spalato stessa, sviluppatasi all'interno dell'antico palazzo di Diocleziano - più facilmente difendibili dagli attacchi provenienti dall'interno. L'assedio e la caduta di Salona assumono per Tommaso un'importanza fondamentale all'interno dell'opera, sia per indicare l'ascendenza latina delle principali località costiere dalmate, sia per rilevare il primato fra di esse di Spalato, fondata dai salonitani a pochi chilometri di distanza dalla loro città originaria.
Tommaso quindi si dedica alla sua città natale, descrivendone con efficacia lo sviluppo nei secoli ed ampliandone poi di molto la parte storica più recente, tanto da far diventare la sua opera una cronaca dettagliata sui primi decenni del XIII secolo a Spalato.
Caratteristica dominante dell'intera Historia Salonitana è la dicotomia fra le genti latine (fra le quali Tommaso annovera gli spalatini) da una parte, e i non latini dall'altra: ungheresi e croati sono spesso descritti come dei veri e propri nemici, arrivando a raccontare un combattimento fra gli Spalatenses e un Chrouatorum dux intorno al 1170 come una battaglia fra Latini e Sclavi. Tommaso - nella sua visione fortemente pro-latina - confonde addirittura gli slavi con i goti, considerandoli come una cosa sola senza riuscire a capire che i primi arrivarono in Dalmazia solo successivamente ai secondi.
La fonte principale di Tommaso sembra essere per i tempi antichi la fondamentale opera De administrando imperio dell'imperatore bizantino Costantino Porfirogenito, adattata e modificata con altre fonti che tuttora sono considerate delle locali storie e leggende popolari o - in alternativa - delle vecchie cronache non pervenute fino ai nostri giorni.
La fortuna della Historia Salonitana fu notevole. L'opera fu utilizzata come fonte da tutti i principali storici della Dalmazia. Le pubblicazioni a stampa furono le seguenti: Giovanni Lucio (1666), Johann Georg Schwandtner (1748), Franjo Rački (1894), fino alla più recente, a cura di Olga Perić, Damir Karbić, Mirjana Matijević-Sokol e James Ross Sweeney (2006). Le traduzioni complete dall'originale sono state le seguenti: Pierina Fontana (italiano, 1939), Vladimir Rismondo (croato, 1960), Olga A. Akimova (russo, 1997), James Ross Sweeney (inglese, 2006). Daniele Farlati non stampò un'edizione completa dell'opera di Tommaso, ma di fatto lo citò per intero nel suo monumentale Illyricum Sacrum (Venezia, 1751).
Vari manoscritti dell'Historia Salonitana sono pervenuti fino a noi, il più antico dei quali - in scrittura beneventana - è conservato presso l'archivio della cattedrale di Spalato (Codex Spalatensis). Oggi si ritiene che tale manoscritto possa essere quello originariamente scritto da Tommaso stesso. Le altre copie più antiche sono il cosiddetto Codex Tragurensis - già appartenuto alla nobile famiglia traurina dei Garagnin, fu familiare al Lucio e al Farlati - e il Codex Vaticanus - probabilmente del XIV secolo, ritenuto dal Lucio il più antico esistente. I manoscritti successivi - conservati a Spalato, Zagabria, Roma e Vienna - sono già modificati e parte dell'Historia major.

## Identificazione nazionale
L'Historia Salonitana di Tommaso venne utilizzata in modo particolare negli anni: da un lato gli italiani di Dalmazia cercarono di dimostrare attraverso di essa la "primogenitura latina" della regione nonché l'ininterrotta presenza di popolazioni neoromanze lungo la costa, dall'altro i nazionalisti croati - utilizzando soprattutto l'Historia major, notevolmente modificata - cercarono invece di dimostrare che all'epoca di Tommaso la composizione etnica delle città della Dalmazia era oramai nettamente a maggioranza croata. In anni più recenti a Tommaso è stata addirittura attribuita la nazionalità croata da una serie di autori di questo paese, prescindendo dal contenuto esplicitamente "antislavo" della sua opera.
Attualmente vi sono degli autori che considerano impossibile trovare su Tommaso Arcidiacono "un recente lavoro a livello scientifico e scevro da preoccupazioni nazionalistiche".

### Opere
- Thomas Archidiaconus Spalatensis, Historia seu cronica Salonitanorum atque Spalatinorum pontificum, versio electronica, 2008 [collegamento interrotto].

### Letteratura
- Daniele Farlati, Illyrici Sacri tomus primus, Venezia 1751.
- John V.A. Fine Jr., When Ethnicity did not Matter in the Balkans. A Study of Identity in Pre-Nationalist Croatia, Dalmatia, and Slavonia in the Medieval and Early-Modern Periods, The University of Michigan Press, 2006.
- Stéphane Gioanni, The bishops of Salona (IInd-VIIth century) in the Historia Salonitana by Thomas the Archdeacon (XIIIth century) : history and hagiography, in Écrire l'histoire des évêques et des papes, Fr. Bougard and M. Sot (edd.), Brepols, 2009, pp. 243–263.
- Simeone Gliubich, Dizionario biografico degli uomini illustri della Dalmazia, ristampa anastatica dell'edizione di Vienna-Zara del 1856, Arnaldo Forni Editore, Bologna 1974.
- Milan Ivanišević, St. Donnino and Archdeacon Thomas of Split, in Journal of Dalmatian archaeology and history, Vol. 1, n. 100, 2007, pp. 125–144.
- Konstantin Jireček, L'eredità di Roma nelle città della Dalmazia durante il Medioevo, 3 vol., Società Dalmata di Storia Patria, Roma 1984-1986
- Antonio Just-Verdus, Tommaso Arcidiacono e la storia medioevale di Spalato, in Atti e Memorie della Società Dalmata di Storia Patria, V, Roma 1966.
- Antonio Just Verdus, Tommaso Arcidiacono, in Francesco Semi, Vanni Tacconi (cur.), Istria e Dalmazia. Uomini e tempi. Dalmazia, Del Bianco, Udine 1992.
- Mirjana Matijević Sokol, Archdeacon Thomas of Split (1200 – 1268) – A source of early Croatian History, in Review of Croatian History, 1/2007, pp. 251–269.
- Giuseppe Praga, Storia di Dalmazia, Cedam, Padova 1954